# Nitedals hjelpestikker
Nitedals hjelpestikker er Norges bedst sælgende tændstikmærke. De er blevet produceret siden 1863, dog under skiftende navne. Produktionen startede ved Nitedals Tændstikfabrik på Markerud i Nittedal, men fabrikken flyttede sidenhen til nye lokaler flere gange. Selskabet har skiftet ejer flere gange i dets historie, og tændstikkerne produceres i dag af Swedish Match.
I 1922 blev Hjelpestikkefondet oprettet, og siden da er mellem 1 og 10 øre per solgt tændstikæske doneret til velgørende formål.
Motivet på æsken har vundet designpriser, men det er uvist hvilken lokalitet æsken viser, og der foregår stadig en intensiv debat herom.